# Kolding Challenger 2005
Il Kolding Challenger 2005, noto come Kobstaedernes ATP Challenger per motivi di sponsorizzazione, è stato un torneo di tennis facente parte della categoria ATP Challenger Series nell'ambito dell'ATP Challenger Series 2005. Il torneo si è giocato a Kolding in Danimarca dal 17 al 23 ottobre 2005 su campi in cemento indoor.

## Vincitori

### Singolare
Dmitrij Tursunov ha battuto in finale  Steve Darcis con il punteggio di 6–3, 6–4

### Doppio
Stephen Huss /  Johan Landsberg hanno battuto in finale  Frederik Nielsen /  Rasmus Norby con il punteggio di 1–6, 7–6(4), [10-8]